# Atropa
Atropa este un gen de plante din familia Solanaceae, ordinul Solanales.